# فشل التنسيق
فشل التنسيق هو المشكلة الانتخابية الناتجة عن المنافسة بين اثنين أو أكثر من المرشحين أو الأحزاب السياسية من الموقع نفسه أو من موقع تقريبي في الطيف الأيديولوجي أو الفضاء السياسي ضد مرشح المعارضة أو حزب سياسي من الجانب الآخر من الطيف الأيديولوجي السياسي أو الفضاء. وقد يؤدي التفتيت الناتج عن الدعم السياسي إلى هزيمة انتخابية. وتظهر إخفاقات التنسيق، والحسابات السياسية التي تحاول تجنبها، كثيرًا في الانتخابات التي تتضمن المديرين التنفيذيين وممثلين عن دوائر العضو الواحد.
و«فشل التنسيق» في سياق نظرية اللعبة هو حالة راهنة يؤدي فيها عجز الوكلاء عن تنسيق سلوكهم (الخيارات) إلى هذه النتيجة (التوازن) التي تترك جميع الوكلاء في وضع أسوأ حالاً مما كانوا عليه في وضع بديل وهذا هو التوازن أيضًا. يمكن أن يحدث هذا بسبب نقص المعلومات أو عدم الكفاءة أو التوقعات المختلفة.

## أمثلة
- جادل ديموقراطيو فيرمونت بخصوص ترشيح مرشح على مقعد مجلس الشيوخ الأمريكي والذي يشغله الآن المستقل جيم جيوفردز المتقاعد بدلاً من دعم عضو الكونغرس بيرني ساندرز. راجع روس سنيد. Vt. حاكم يختار من بين مزايدة على مجلس شيوخ الولايات المتحدة. أسوشيتد برس. 6 مايو 2005. مقالات أخبار.